# Winrich Behr
Pour les articles homonymes, voir Behr.
Winrich Behr (né le 22 janvier 1918 à Berlin, et mort à Hubbelrath le 25 avril 2011) est un officier allemand (major et commandant de chars lors de la Seconde Guerre mondiale). Il est surtout connu par ses témoignages dans les documentaires télévisés de Guido Knopp sur des épisodes de l'histoire récente de l'Allemagne. Winrich Behr était un européen convaincu; résidant à Düsseldorf, il fut étroitement associé à la construction européenne, dès la création de la CECA à Luxembourg. Il avait épousé la sœur cadette de Nicolaus von Below, Stéphanie Kühne. Il était donc le beau frère de Nicolaus von Below, adjudant personnel des forces aériennes d'Adolf Hitler et intermédiaire entre le Führer et Hermann Göring, ministre de la Luftwaffe et second personnage du régime.

## Carrière militaire
- Originaire d'une famille d'officiers, il est nommé lieutenant le 1er janvier 1938.
- Officier de la 3e division de chars, Winrich Behr participe à la campagne contre la Pologne et à l'invasion, en 1940, des pays de l'Europe de l'Ouest.
- Le 15 janvier 1941, il est affecté à la cinquième division motorisée combattant en Afrique du Nord. Nommé premier lieutenant, il reçoit, en tant que chef de compagnie, la croix de chevalier de la croix de fer et est cité à l'ordre du Wehrmachtsbericht.
- Le 1er décembre 1942, il est promu premier officier d'état major dans le quartier général de la 6e Armée, commandée par le général Friedrich Paulus, dont les troupes sont encerclées à Stalingrad et qui le missionne de se rendre à la Wolfsschanze, le quartier général du Führer, pour faire un rapport à Hitler, évoquer avec Alfred Jodl, Wilhelm Keitel, et Rudolf Schmundt la situation désastreuse de la 6e Armée et demander au Führer, l'autorisation d'agir selon les nécessités du moment. Cette mission échoue
- Le 13 janvier 1943, transporté par avion, il rencontre le commandant en chef du groupe d'armées Erich von Manstein qui lui demande de répéter à Hitler ce qu'il vient de lui dire. Mais Manstein craint que Hitler ne puisse être convaincu.
- Lors du débarquement des Alliés en Normandie il est, en tant que major, affecté au quartier général des généraux Rommel et Model et participe aux derniers combats des armées allemandes aux Pays-Bas, surtout à la bataille d'Arnhem. Auparavant le 17 juillet 1944, la voiture de Erwin Rommel est mitraillée sur la route de Vimoutiers, par un avion allié. Après avoir reçu les premiers soins à Livarot,  le maréchal est transporté à l'hôpital de la Luftwaffe de Bernay, vers lequel le major Winrich Behr et le Dr Scheunig, le médecin de Rommel, se dirigent aussitôt. Behr dit que le maréchal le reconnaît immédiatement et le salue, mais est très faible. Rommel se remet  et revient  en Allemagne[2].
- Le prince Bernard des Pays-Bas est, par ailleurs, soupçonné après la deuxième guerre mondiale d'avoir été mêlé à la révélation aux Allemands du plan de l'opération aéroportée anglaise dans cette région. Une déclaration écrite de Winrich Behr, certifiée par notaire, innocente le prince Bernard.

## Carrière civile
- Au cours des années cinquante, Winrich Behr, européen convaincu, participe aux travaux de la Haute Autorité de la CECA à Luxembourg, d'abord comme collaborateur du secrétaire général de la Haute Autorité,  Max Kohnstamm (de), ensuite comme chef de cabinet de son vice-président, Franz Etzel, et comme dirigeant du service d'information.
- Après la fusion des exécutifs européens en 1958/59, il est Secrétaire général adjoint de la Commission européenne à Bruxelles.
- Winrich Behr est membre d'honneur de l'Association Jean Monnet.
- De retour en Allemagne, Behr est associé à la direction d'entreprises allemandes. Entre autres à la Frankfurter Telefonbau und Normalzeit (TN), Lehner & Co (1965-1983). Il est membre du Comité de direction de la société pétrolière allemande ARAL, A.G., Bochum (1961-1965).
- Winrich Behr prend sa retraite à Düsseldorf et meurt le 25 avril 2011 à Hubbelrath, à l'âge de 93 ans.

## Publications
- Behr, Winrich & Hagen, Louis Edmund : Arnhem Lift and the German Version: A Fighting Glider Pilot remembers, 1993,  (ISBN 0850523753)
- Behr, Winrich : Den Mann kannst Du abschreiben ((fr) Cet homme, tu peux l'oublier, Interview de Winrich Behr dans le Spiegel: 51/2002 - 16.12.2002.

## Littérature
- Fellgiebel, Walther-Peer: Die Träger des Ritterkreuzes des Eisernen Kreuzes 1939–1945 (fr:Les porteurs de l'ordre de la croix de fer 1939-1945). Friedburg, Germany: Podzun-Pallas, 2000.
- Mak, Geert: In Europa, 2004, holl., Verlag Uigeverij Atlas Amsterdam; a été traduit en anglais et français. Dans ce livre on trouve également une interview de Winrich Behr.
- Interview avec Winrich Behr aux Archives historiques de l'UE à Florence

## Citations
- Am 19. November hatten wir 80 fahrbereite Panzer. Die Russen traten an mit 1200 nagelneuen T 34., (fr: Le 19 novembre, nous avions 80 chars en état de marche, les Russes, eux, ont attaqué avec 1 200 T34, flambant neufs) Winrich Behr, officier d'état-major de la 6e Armée.
- Dass Hitler versuchte, mich als Gesandten von Paulus mit solchen Märchen irrezuführen, machte mir klar – den Mann kannst Du abschreiben, Winrich Behr : Interview au Spiegel (no 51/2002) (Son impression d'Hitler après son rapport à la Wolfsschanze : (fr) Le fait qu'Hitler ait tenté de m'induire en erreur, avec de telles fables, alors que j'étais l’envoyé spécial de Paulus, m'a fait comprendre qu'on peut faire une croix sur cet homme.)
- * Je ne vois pas de problème à transférer les politiques étrangères et de sécurité au niveau de l'Europe fédérale.
- Il n'y a pas tant de différence entre le président de la Haute Autorité - précurseur de la Commission européenne - et un Heeresgruppe (groupe d'armée) dans les deux cas, il y a un chef et ses collaborateurs qui doivent lui fournir des solutions dans un temps très court.